# Robbie Gould
Robbie Paul Gould III (geboren am 6. Dezember 1982 in Jersey Shore, Pennsylvania) ist ein ehemaliger US-amerikanischer American-Football-Spieler auf der Position des Kickers. Er spielte zuletzt für die San Francisco 49ers in der National Football League. Von 2005 bis 2015 spielte er für die Chicago Bears und hält deren Rekord für die meisten erzielten Punkte. Ursprünglich wurde er 2005 von den New England Patriots als Undrafted Free Agent unter Vertrag genommen, nachdem er College Football für Penn State gespielt hatte.

## Frühe Jahre
Gould wurde in Jersey Shore, Pennsylvania geboren. Sein Vater war ein dreimaliger All-American Fußballer, der die Lock Haven University in Pennsylvania 1980 zu einer nationalen Division-II-Meisterschaft führte und wurde von den St. Louis Steamers in frühen 1980er-Jahren gedraftet. Er besuchte die Central Mountain High School in Mill Hall, Pennsylvania.

## College
Gould spielte für die Penn State Nittany Lions College Football. Eigentlich war er interessiert professionell Fußball zu spielen. Dennoch änderte seine Meinung und wählte American Football als seinen Sport aus. Deshalb fragte er seinen Highschool-Schulleiter, dass dieser ein Empfehlungsschreiben an Joe Paterno, dem damaligen Head Coach der Penn State Nittany Lions, schreibt. Paterno lud ihn daraufhin zu einem Tryout als Freshman Walk-On ein. In seinen vier Jahren verwandelte Gould 115 von 121 PATs sowie 39 von 61 Field Goals.

### College-Statistiken
| Jahr     | Team       | Conference | Spiele | PATs | PAT Versuche | Quote  | Field Goals | Field Goals Versuche | Quote  | Punkte |
| -------- | ---------- | ---------- | ------ | ---- | ------------ | ------ | ----------- | -------------------- | ------ | ------ |
| 2001     | Penn State | Big Ten    | 11     | 29   | 29           | 100 %  | 6           | 10                   | 60 %   | 47     |
| 2002     | Penn State | Big Ten    | 13     | 42   | 45           | 93,3 % | 17          | 22                   | 77,3 % | 93     |
| 2003     | Penn State | Big Ten    | 12     | 22   | 24           | 91,7 % | 9           | 16                   | 56,3 % | 49     |
| 2004     | Penn State | Big Ten    | 11     | 22   | 23           | 95,7 % | 7           | 13                   | 53,8 % | 43     |
| Karriere | Karriere   | Karriere   | 47     | 115  | 121          | 95,0 % | 39          | 61                   | 63,9 % | 232    |

## NFL
Gould wurde beim NFL Draft 2005 nicht ausgewählt.

### New England Patriots
Nachdem Gould im Draft nicht berücksichtigt wurde, verpflichteten ihn die New England Patriots. Allerdings hatten die Patriots mit Adam Vinatieri einen sehr guten Kicker, sodass Gould erwartungsgemäß nach der Preseason wieder entlassen wurde.

### Baltimore Ravens
Danach wurde er in das Practice Squad der Baltimore Ravens aufgenommen, jedoch wurde er nach drei Wochen wieder entlassen.

### Chicago Bears
Die Bears nahmen Gould am 8. Oktober 2005 unter Vertrag, nachdem sich der eigentliche Starter Doug Brien in Woche 3 verletzt hatte. Er erzielte sein erstes Field Goal bei der 10:20-Auswärtsniederlage gegen die Cleveland Browns und sein erstes spielentscheidendes Field Goal gegen die New Orleans Saints in Woche 9. Er beendete mit einer Quote von 77 % erzielten Field Goals, zudem verschoss er nur einen der zwanzig versuchten PATs.
2006 kickte Gould 26 Field Goals in Folge und brach dabei den Bears Rekord von Kevin Butler. Er wurde im Oktober 2006 zum NFL Special Teams Player of the Month ausgezeichnet. Zudem wurde er von den Fans in den Pro Bowl gewählt. Außerdem wurde er in das 2006 All-Pro Team von AP gewählt. Dank seines 25-Yard Overtime Field Goal gegen die Tampa Bay Buccaneers konnten sich die Bears den Heimvorteil in den Playoffs sichern. Am 14. Januar 2007 konnte Gould in Overtime gegen die Seattle Seahawks ein 49-Yard Field Goal verwandeln und so für den ersten Sieg in der Divisional Round seit 1988 sorgen. Das NFC Championship Game gegen die New Orleans Saints konnten die Bears mit 39:14 gewinnen. Den Super Bowl gegen die Indianapolis Colts verloren die Bears mit 17:29.
In der Saison 2007 spielte Gould in allen 16 Spielen und konnte alle 33 PATs verwandeln und traf 31 von 36 Field Goals Versuchen.

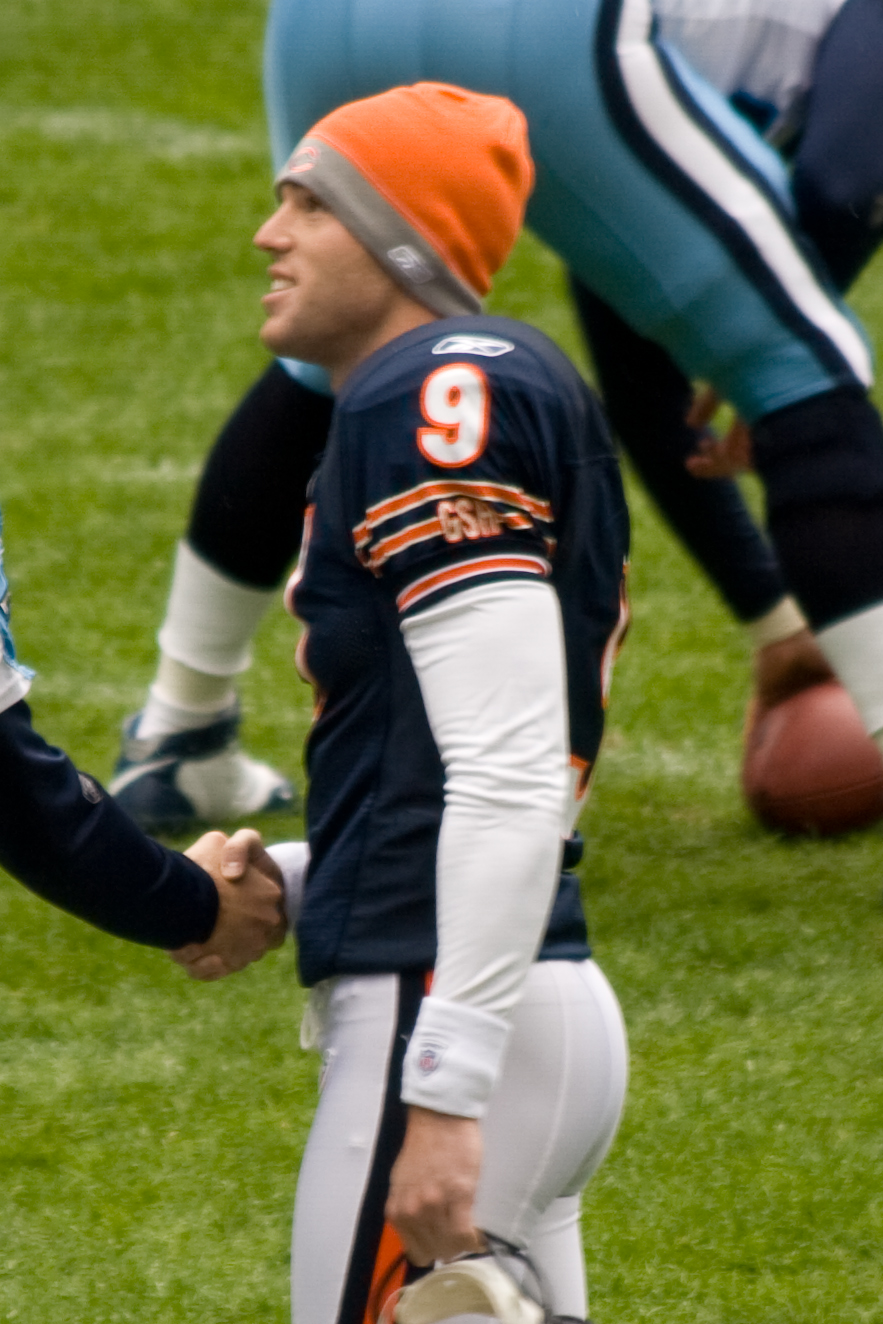
Gould 2008 mit den Bears

Am 12. Mai 2008 unterschrieb Gould einen Fünfjahresvertrag bis zur Saison 2013. Der Vertrag hat ein Gesamtvolumen von 15,5 Millionen US-Dollar mit einem Signing Bonus von 4,25 Millionen US-Dollar, womit er der bestbezahlte Kicker der NFL wurde. 2008 wurde Gould als NFC Special Teams Player of the Month Dezember ausgezeichnet, nachdem er alle acht Field Goal Versuche traf. Dabei traf er auch in zwei aufeinanderfolgenden Wochen in der Overtime zum Sieg und wurde zum vierten Spieler in der NFL Geschichte, dem dies gelang. Er erzielte 26 Field Goals bei 29 Versuchen.

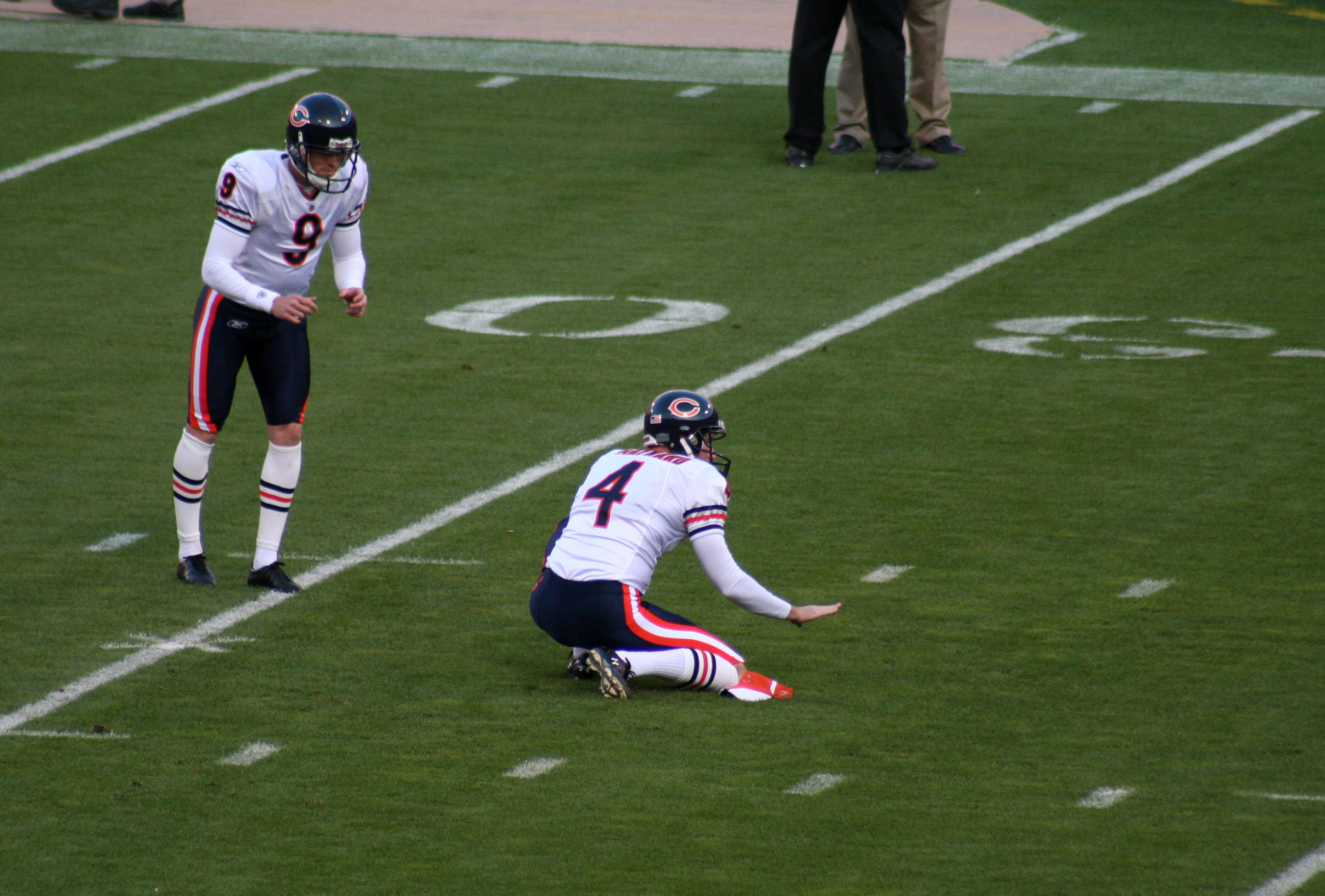
Gould bereitet sich für den Kick gegen die San Francisco 49ers 2009 vor

In der Saison 2009 spielte Gould in allen 16 Spielen und konnte alle 33 PATs verwandeln und traf 24 von 28 Field Goals Versuchen.
In der Saison 2010 spielte Gould in allen 16 Spielen und konnte alle 35 PATs verwandeln und traf 25 von 30 Field Goals Versuchen.
In der Saison 2011 spielte Gould in allen 16 Spielen und konnte alle 37 PATs verwandeln und traf 28 von 32 Field Goals Versuchen.
In der Saison 2012 konnte Gould sein zehntes spielentscheidendes Field Goal gegen die Carolina Panthers in Woche 8 erzielen. Seine zehn aufeinanderfolgenden Field Goals über 50 Yards bedeuteten den zweiten Platz hinter Tony Zendejas. Beim Warm-Up in Woche 13 verletzte er sich und konnte das Spiel nur limitiert bestreiten. Nach dem Spiel wurde er auf die Injured Reserve List gesetzt.
Beim Saisonauftakt in der Saison 2013 konnte er ein 58-Yard Field Goal gegen die Cincinnati Bengals erzielen, welches ein neuer Rekord für die Bears darstellte. Außerdem konnte er mit Tony Zendejas Rekord der meisten aufeinanderfolgenden Field Goals über 50 Yards mit elf gleichziehen. Beim Spiel in Woche 13 gegen die Minnesota Vikings verschoss er das erste Mal seit dem Spiel 2006 gegen die damaligen St. Louis Rams zwei Field Goals, welche ein 66-Yard Field Goal Versuch, was ein Rekord wäre, und 47-Yard Field Goal Versuch in Overtime waren. Am 27. Dezember unterschrieb Gould eine Vertragsverlängerung über vier Jahre über 15 Millionen US-Dollar, davon waren 9 Millionen US-Dollar garantiert, das Meiste für einen Kicker. In der Saison konnte insgesamt 26 der 29 Field Goal Versuche sowie 35 von 36 PATs verwandeln. Er wurde der erste zweite Spieler der Bears, welcher mit 1025 Punkte 1000 Punkte für die Bears erzielt hatte. Zudem konnte Gould in den letzten sieben Jahren mindestens 100 Punkte erzielen, was ein neuer Rekord für die Chicago Bears bedeutete.
In der Saison 2014 spielte Gould verletzungsbedingt nur 12 Spiele und konnte neun von zwölf Field Goal Versuchen sowie 28 von 29 PATs verwandeln.
In Woche 5 der Saison 2015 wurde er der Spieler der Bears, welcher die meisten Punkte für die Bears erzielt hatte. Er erzielte ein 30-Yard Field Goal im dritten Viertel gegen die Kansas City Chiefs und überholte den bisherigen Rekordhalter Kevin Butler. Am Ende der Saison konnte Gould 33 Field Goals erzielen, die meisten Field Goals jemals von einem Kicker für die Chicago Bears und die Zweitmeisten jemals in einer Saison. Am Ende des Jahres konnte er 33 von 39 Field Goal Versuche verwandeln, was einer Quote von 84,6 % entspricht. Diese Quote reichte für Platz 19 im Vergleich zu allen anderen Kickern in der Saison. Außerdem konnte er mit 127 Punkten die meisten Punkte eines Bears Spielers erzielen. Dennoch schwächelte er zu Ende der Regular Season. Er verschoss zwei Field Goals gegen die San Francisco 49ers und ein potenzielles spielentscheidendes Field Goal gegen die damaligen Washington Redskins. In beiden Spielen konnte er nur zwei von fünf Field Goals verwandeln.
2016 wurde er mit dem Ed Block Courage Award ausgezeichnet. Am 4. September wurde er eine Woche vor Beginn der Regular Season von den Bears entlassen. Er verließ die Bears als deren Rekordhalter in Punkte (1207), erzielte Field Goals (276) und Field Goals außerhalb von 50 Yards (23).

### New York Giants
Nachdem gegen den Kicker Josh Brown aufgrund von häuslicher Gewalt ermittelt wurde, nahmen die New York Giants Gould am 20. Oktober 2016 unter Vertrag. Er spielte mit der Nummer 5, da der Punter Brad Wing bereits die Nummer 9 trug. Am 23. Oktober erzielte er sein erstes Field Goal als Spieler der New York Giants gegen die Los Angeles Rams. Am 20. November konnte er ein 46-Yard Field Goal gegen sein ehemaliges Team, die Chicago Bears, erzielen, dennoch verschoss er zwei PATs. Am 22. Dezember konnte er vier Field Goals gegen die Philadelphia Eagles erzielen. Für die Giants konnte Gould alle zehn Field Goal Versuche verwandeln.

### San Francisco 49ers
Am 9. März unterschrieb Gould einen Zweijahresvertrag bei den San Francisco 49ers.

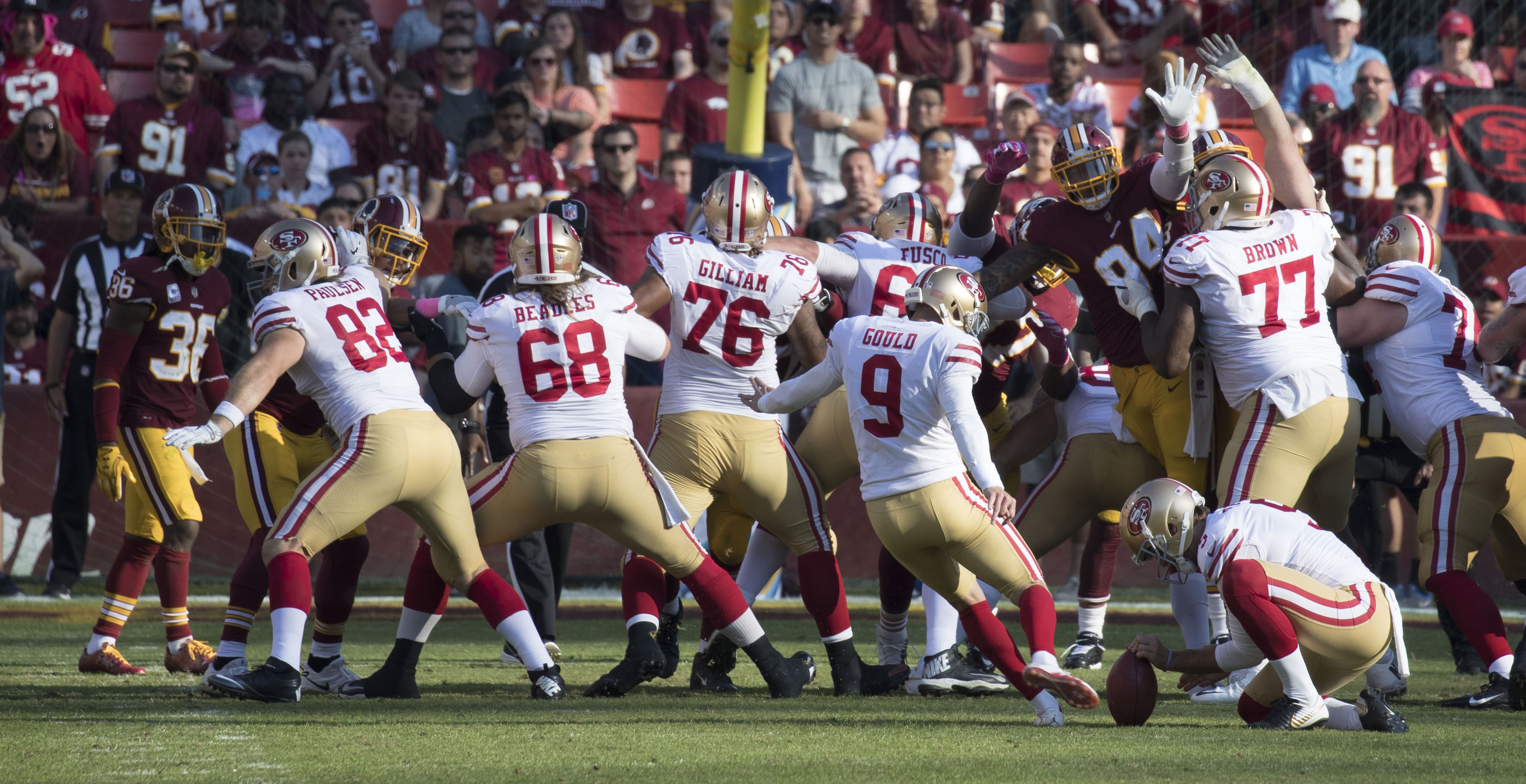
Gould schießt ein Field Goal gegen Washington

#### Saison 2017
Bei seinem Debüt für die 49ers konnte er ein 44-Yard Field Goal bei der 3:23-Niederlage gegen die Carolina Panthers erzielen. Drei Wochen später konnte er gegen die Arizona Cardinals konnte er fünf Field Goals erzielen. Beim Auswärtsspiel in Woche 13 gegen die Chicago Bears konnte er fünf Field Goals erzielen, um mit den 49ers 15:14 gegen die Bears zu gewinnen. Aufgrund seiner Leistung wurde er als NFC Special Teams Player of the Week ausgezeichnet. Im nächsten Spiel gegen die Houston Texans konnte er vier Field Goals zum 26:16-Auswärtssieg beisteuern. Im nächsten Spiel gegen die Tennessee Titans konnte er sechs Field Goals, inklusive eines spielentscheidenden 45-Yard Field Goals, erzielen. Danach wurde er wieder als NFC Special Teams Player of the Week ausgezeichnet. Der letzte Kicker, der sechs Field Goals für die 49ers erzielen könnte, war Jeff Wilkins im Jahr 1996. Gould konnte am Ende die drittmeisten Punkte in der Liga erzielen. Er erzielte 28 PATs und 39 Field Goals. Er wurde als Alternative für den Pro Bowl gewählt.

#### Saison 2018
In Woche 2 gegen die Detroit Lions konnte er drei Field Goals, inklusive des spielentscheidendem Field Goal zum 30:27, schießen. Diese Leistung brachte ihm die Auszeichnung NFC Special Teams Player of the Week ein. In Woche 15 gegen die Seattle Seahawks konnte er alle vier Field Goal Versuche verwandeln. Dabei konnte er das entscheidende Field Goal in Overtime zum 26:23 erzielen. Daraufhin wurde er zum zweiten Mal als NFC Special Teams Player of the Week ausgezeichnet. In der gesamten Saison konnte Gould 33 von 34 Field Goals und 27 von 29 PATs verwandeln.

#### Saison 2019
Am 26. Februar 2019 belegten die 49ers Gould mit dem Franchise Tag. Am 24. April forderte Gould einen Trade von den 49ers. Dennoch konnten sich Gould und die San Francisco 49ers auf einen Vierjahresvertrag über 19 Millionen US-Dollar, von denen 10,5 Millionen US-Dollar garantiert waren, einigen. In der gesamten Saison 2019 konnte er 23 von 31 Field Goals und 41 von 42 PATs verwandeln. Er konnte auch zwei entscheidende Field Goals erzielen, in Woche 14 gegen die New Orleans Saints und Woche 16 gegen die Los Angeles Rams. Die 49ers konnten den Super Bowl erreichen, welches der zweite Super Bowl und das zehnte Spiel in den Playoffs für Gould war. Im Super Bowl LIV konnte er seine beiden Field Goals verwandeln und seine perfekte Bilanz auf 15 von 15 gemachten Field Goals in den Playoffs verbessern. Dennoch verloren die San Francisco 49ers den Super Bowl LIV mit 20:31 gegen die Kansas City Chiefs.

#### Saison 2020
In Woche 12 der Saison 2020 gegen die Los Angeles Rams konnte er mit einem 42-Yard Field Goal das Spiel 23:20 gewinnen. Daraufhin wurde er als NFC Special Teams Player of the Week ausgezeichnet. Am 30. Dezember einigte er sich mit den 49ers auf eine restrukturierte Zweijahresverlängerung über 7,25 Millionen US-Dollar. Am selben Tag wurde er auf die Reserve/COVID-19-Liste gesetzt. Am 14. Januar 2021 wurde er von der Reserve/COVID-19-Liste aktiviert. Dies hatte allerdings keiner Einfluss, da die Saison für die 49ers schon zu Ende war, da die Playoffs nicht erreicht wurden.

#### Saison 2021
Am vierten Spieltag der Saison 2021 verletzte sich Gould bei den Warm-Ups, sodass Mitch Wishnowsky für ihn kicken musste. Nach dem Spiel wurde er am 5. Oktober 2021 auf die Injured Reserve List gesetzt und durch Joey Slye ersetzt. Am 6. November wurde er von dieser wieder aktiviert. Beim Spiel gegen die Los Angeles Rams in Woche 18 übernahm Gould auch die Aufgaben des Punters, nachdem Wishnowsky eine Gehirnerschütterung erlitt. Er puntete zweimal für 90 Yards und schoss auch zwei Field Goals, darunter das spielentscheidende Field Goal, wodurch die 49ers die Playoffs erreichten. Für diese Leistung wurde Gould zum NFC Special Teams Player of the Week ausgezeichnet. In der Divisional Round der Playoffs konnte Gould ein Field Goal aus 45 Yards mit auslaufender Zeit erzielen, womit die 49ers mit 13:10 gegen die Green Bay Packers gewannen und somit das NFC Championship Game erreichten, welches sie mit 17:20 gegen die Los Angeles Rams verloren.

#### Saison 2022
Nach der Saison 2022 verlängerte Gould seinen Vertrag in San Francisco nicht. Die 49ers wählten daraufhin in der dritten Runde des NFL Draft 2023 Jake Moody als seinen Nachfolger. Am 7. Dezember 2023 gab Gould sein Karriereende bekannt. Mit 1961 erzielten Punkten in seiner Karriere belegte er zum Zeitpunkt seines Karriereendes den zehnten Platz der NFL-Geschichte. Seine 447 erzielten Field Goals waren der achtbeste Wert, seine Quote von 86,4 % erfolgreichen Field Goals der neuntbeste.

## Statistiken
| Jahr     | Team     | Spiele | Field Goals | Field Goals Versuche | Quote  | Längstes Field Goal | PATs | PATs Versuche | Quote  | Punkte |
| -------- | -------- | ------ | ----------- | -------------------- | ------ | ------------------- | ---- | ------------- | ------ | ------ |
| 2005     | CHI      | 13     | 21          | 27                   | 77,8 % | 45 Yards            | 19   | 20            | 95 %   | 82     |
| 2006     | CHI      | 16     | 32          | 36                   | 88,9 % | 49 Yards            | 47   | 47            | 100 %  | 143    |
| 2007     | CHI      | 16     | 31          | 36                   | 86,1 % | 49 Yards            | 33   | 33            | 100 %  | 126    |
| 2008     | CHI      | 16     | 26          | 29                   | 89,7 % | 48 Yards            | 41   | 41            | 100 %  | 119    |
| 2009     | CHI      | 16     | 24          | 28                   | 85,7 % | 52 Yards            | 33   | 33            | 100 %  | 105    |
| 2010     | CHI      | 16     | 25          | 30                   | 83,3 % | 54 Yards            | 35   | 35            | 100 %  | 110    |
| 2011     | CHI      | 16     | 28          | 32                   | 87,5 % | 57 Yards            | 37   | 37            | 100 %  | 121    |
| 2012     | CHI      | 13     | 21          | 25                   | 84,0 % | 54 Yards            | 33   | 33            | 100 %  | 96     |
| 2013     | CHI      | 16     | 26          | 29                   | 89,7 % | 58 Yards            | 45   | 46            | 97,8 % | 123    |
| 2014     | CHI      | 12     | 9           | 12                   | 75,0 % | 45 Yards            | 28   | 29            | 96,6 % | 55     |
| 2015     | CHI      | 16     | 33          | 39                   | 95,1 % | 55 Yards            | 28   | 29            | 96,6 % | 127    |
| 2016     | NYG      | 10     | 10          | 10                   | 100 %  | 47 Yards            | 20   | 23            | 87 %   | 50     |
| 2017     | SF       | 16     | 39          | 41                   | 95,1 % | 52 Yards            | 28   | 30            | 93,3 % | 145    |
| 2018     | SF       | 16     | 33          | 34                   | 97,1 % | 53 Yards            | 27   | 29            | 93,1 % | 126    |
| 2019     | SF       | 13     | 23          | 31                   | 74,2 % | 47 Yards            | 41   | 42            | 97,6 % | 110    |
| 2020     | SF       | 15     | 19          | 23                   | 82,6 % | 52 Yards            | 36   | 38            | 94,7 % | 93     |
| 2021     | SF       | 13     | 20          | 23                   | 87,0 % | 52 Yards            | 39   | 40            | 97,5 % | 99     |
| 2022     | SF       | 17     | 27          | 32                   | 84,4 % | 51 Yards            | 40   | 41            | 98,0 % | 121    |
| Karriere | Karriere | 266    | 447         | 517                  | 86,5 % | 58 Yards            | 620  | 636           | 97,5 % | 1.951  |